# King’s Disease
King’s Disease (englisch für „Königskrankheit“) ist das zwölfte Studioalbum des US-amerikanischen Rappers Nas. Es erschien am 21. August 2020 über das Label Mass Appeal.

## Produktion
Das gesamte Album wurde von dem US-amerikanischen Musikproduzenten Hit-Boy produziert, der auch als Executive Producer fungierte. Bei der Musik zu einzelnen Songs wurde er von den Produzenten Corbett, Penthouse Parti, Rogét Chahayed, Audio Anthem, Haze und G. Ry unterstützt. Gabriel Zardes fungierte ebenfalls als Executive Producer.

## Covergestaltung
Das Albumcover ist im Stil einer Kirchenmalerei gehalten und zeigt einen leeren Thron, der von roten Engeln umgeben ist, von denen einer eine goldene Krone in der Hand hält. Über dem Thron befinden sich die Schriftzüge King’s Disease und Nasir Bin Olu Dara Jones (Nas’ bürgerlicher Name). Vor dem Thron sind unter anderem Blumen, Früchte, ein Totenschädel, ein Wildschweinkopf, ein Säbel und ein Rotweinglas zu sehen.

## Gastbeiträge
Auf acht der 13 Lieder des Albums treten neben Nas weitere Künstler in Erscheinung. So sind die Rapper Big Sean und Don Toliver auf Replace Me zu hören, während der Sänger Charlie Wilson einen Gastauftritt im Song Car #85 hat. Full Circle ist eine Kollaboration mit AZ, Foxy Brown und Cormega, die zu Nas’ Rapgruppe The Firm gehören. Der Sänger Anderson Paak ist auf All Bad vertreten, und bei Ultra Black wird Nas von Hit-Boy unterstützt. Zudem ist der Rapper Lil Durk auf Til the War Is Won vertreten, während Nas auf The Definition mit Brucie B zusammenarbeitet. Weitere Gastbeiträge stammen von den Rappern Fivio Foreign und ASAP Ferg, die auf Spicy zu hören sind.

## Titelliste
| #  | Titel              | Gastmusiker              | Produzenten                                        | Länge |
| -- | ------------------ | ------------------------ | -------------------------------------------------- | ----- |
| 1  | King’s Disease     |                          | Hit-Boy, Corbett (Co)                              | 1:51  |
| 2  | Blue Benz          |                          | Hit-Boy, Penthouse Parti (Co), Rogét Chahayed (Co) | 2:21  |
| 3  | Car #85            | Charlie Wilson           | Hit-Boy                                            | 3:28  |
| 4  | Ultra Black        | Hit-Boy                  | Hit-Boy, Audio Anthem (Co)                         | 3:18  |
| 5  | 27 Summers         |                          | Hit-Boy, Rogét Chahayed (Co)                       | 1:42  |
| 6  | Replace Me         | Big Sean, Don Toliver    | Hit-Boy, Haze (Co)                                 | 2:50  |
| 7  | Til the War Is Won | Lil Durk                 | Hit-Boy                                            | 3:21  |
| 8  | All Bad            | Anderson Paak            | Hit-Boy                                            | 3:48  |
| 9  | The Definition     | Brucie B                 | Hit-Boy                                            | 2:01  |
| 10 | Full Circle        | AZ, Foxy Brown, Cormega  | Hit-Boy, G. Ry (Co)                                | 3:51  |
| 11 | 10 Points          |                          | Hit-Boy                                            | 3:04  |
| 12 | The Cure           |                          | Hit-Boy                                            | 3:52  |
| 13 | Spicy              | Fivio Foreign, ASAP Ferg | Hit-Boy                                            | 2:46  |

## Chartplatzierungen und Singles
King’s Disease stieg am 5. September 2020 auf Platz fünf in die US-amerikanischen Albumcharts ein und konnte sich drei Wochen lang in den Top 200 halten. Im Vereinigten Königreich belegte das Album Rang 24 und in der Schweiz Position 16.
| ChartsChartplatzierungen       | Höchstplatzierung | Wochen |
| ------------------------------ | ----------------- | ------ |
| Schweiz (IFPI)                 | 16 (1 Wo.)        | 1      |
| Vereinigtes Königreich (OCC)   | 24 (1 Wo.)        | 1      |
| Vereinigte Staaten (Billboard) | 5 (3 Wo.)         | 3      |

Als einzige Single erschien der Song Ultra Black eine Woche vor Albumveröffentlichung. Außerdem wurden Musikvideos zu den Liedern Spicy, 27 Summers und Replace Me gedreht.

## Auszeichnungen
King’s Disease wurde bei den Grammy Awards 2021 in der Kategorie Best Rap Album ausgezeichnet, womit der Rapper seinen ersten Grammy erhielt.

## Rezeption
King’s Disease wurde von professionellen Kritikern überwiegend positiv bewertet. So erreichte das Album bei metacritic eine Durchschnittsbewertung von 72 %, basierend auf neun Rezensionen englischsprachiger Medien.
Moritz Fehrle von laut.de bewertete King’s Disease mit drei von möglichen fünf Punkten. Das Album werde „vor allem für seine überraschend mutige Konzeption und sein starkes musikalisches Fundament in Erinnerung bleiben.“ Nas „präsentiert sich darauf durchgehend sehr solide, ohne dabei zu begeistern,“ wobei der Rapper „in der Wahl seiner thematischen Schwerpunkte allerdings weniger treffsicher als in der seiner Gäste“ sei.